# Lindy Larsson
Per Jonas Leonard Lindy Larsson, född 20 december 1974 i Ljuder i Lessebo kommun, är en svensk skådespelare.

## Biografi

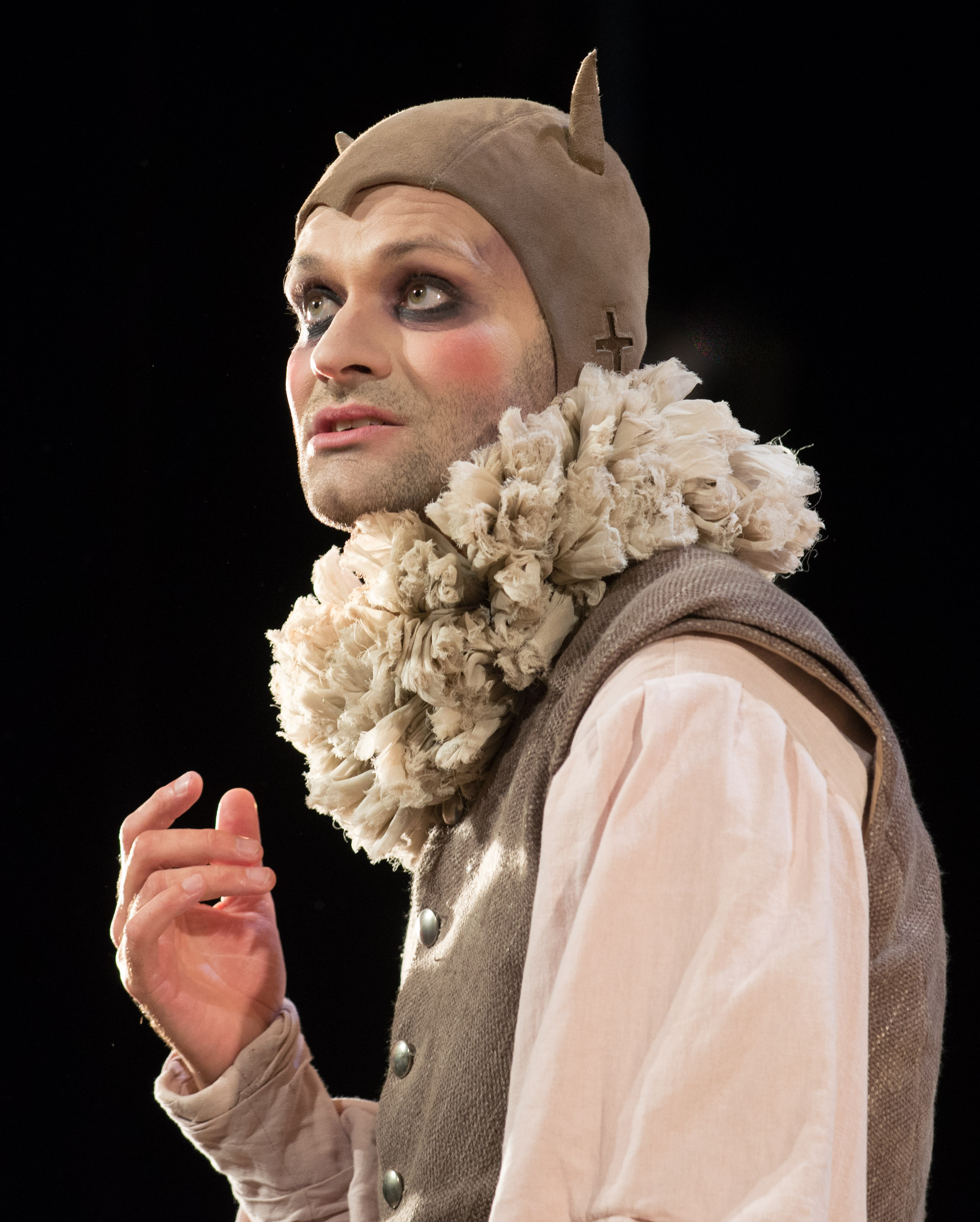
Lindy Larsson som narren i Trettondagsafton på Dramaten, 2015.

Lindy Larsson är utbildad på Teaterhögskolan i Stockholm och Balettakademien i Göteborg. Sitt genombrott fick han i Colin Nutleys film Änglagård – tredje gången gillt, i vilken han spelar pastorsadjunkten Kristoffer.
Lindy Larsson har arbetat på flera teatrar, däribland Stockholms stadsteater, Dramaten, Malmö Opera, Uppsala stadsteater,  Malmö stadsteater och Maxim Gorki Teater i Berlin.  
Sedan 2015 är Larsson sångare i orkestern Lindy & Bon Bon Band (f.d. Lindy & Orkestern). 
År 2023 medverkar han i musikalen Änglagård där han spelar Zac.

### Uppgörelsen med sin uppväxt
I dokumentären Lindy the Return of Little Light, från 2019, berättar Larsson om sin uppväxt och känslan av att vara annorlunda och inte passa in och om fördomar och diskrimineringar som hans romani-släktingar har mött i Sverige. Själv mobbades han i skolan och kallades för "tattarunge" regelbundet. Skammen och alienationen att vara den han är, gjorde han stolt upp med på Maxim-Gorki-teatern i Berlin år 2017 där han spelade och berättade om sig själv som romano och gay.

## Priser och utmärkelser
År 2010 tilldelades Lindy Larsson Kvällspostens Thaliapris för sin rolltolkning av Carmen/Escamillo i föreställningen Carmen på Malmö stadsteater. År 2011 tilldelades Lindy Larsson Såstaholms pris till Höstsols minne, ett film- och scenkonstpris som årligen delas ut av Såstaholm Hotell & Konferens (som en gång var pensionat Höstsol).

## Filmografi
- 2004 – Gunstlingen - Gustav III:s favorit
- 2009 – Så olika
- 2010 – Änglagård – tredje gången gillt
- 2013 – Emil & Ida i Lönneberga
- 2014 – Zon 261
- 2015 – Cirkus Imago – en chans på miljonen
- 2017 – Torpederna (TV-serie)
- 2019 – Lindy the Return of Little Light

## Teater

### Roller (ej komplett)
| År   | Roll                      | Produktion                                                                                        | Regi               | Teater                                      |
| ---- | ------------------------- | ------------------------------------------------------------------------------------------------- | ------------------ | ------------------------------------------- |
| 1996 | Ensemble                  | West Side Story Leonard Bernstein, Stephen Sondheim och Arthur Laurents                           | Gordon Marsh       | Slagthuset                                  |
| 1998 | Borgare Råttkungens armé  | Råttfångaren Rikard Bergqvist                                                                     | Agneta Ehrensvärd  | Dramaten                                    |
| 2001 | Roberto Docksoldat Pudeln | Pinocchio Carlo Collodi                                                                           | Agneta Ehrensvärd  | Dramaten                                    |
| 2004 | Tusenbach                 | Tjechovträdgården                                                                                 | Birgitta Egerbladh | Stockholms stadsteater                      |
| 2006 | Aigeus                    | Medea Euripides                                                                                   | Sara Cronberg      | Stockholms stadsteater                      |
| 2009 | Carmen/Escamillo          | Carmen                                                                                            | Kajsa Giertz       | Malmö stadsteater                           |
| 2010 | Sganarelle                | Don Juan                                                                                          | Anna Sjövall       | Regionteatern Blekinge Kronoberg            |
| 2010 | Bagdad                    | All We Need is Love                                                                               | Ronny Danielsson   | Malmö stadsteater                           |
| 2011 | Teiresias                 | Oidipus                                                                                           | Kajsa Giertz       | Malmö stadsteater                           |
| 2011 | Siegfried                 | Siegfried - The Very Wagner Hero Hour Charlotte Engelkes och Sophie Holgersson                    | Charlotte Engelkes | Dansens hus                                 |
| 2012 | Fred                      | Kort möte (Brief Encounter) Noël Coward                                                           | Colin Nutley       | Stockholms stadsteater                      |
| 2012 | Che                       | Evita                                                                                             | Linus Tunström     | Malmö Opera                                 |
| 2013 | Claudius                  | Hamlet William Shakespeare                                                                        | Linus Tunström     | Uppsala stadsteater                         |
| 2013 | Siegfried                 | Charlotte Engelkes: Very Wagnerian Night Charlotte Engelkes, Sophie Holgersson och Marina Steinmo | Charlotte Engelkes | Kungliga Operan                             |
| 2014 | Konferencieren            | Cabaret                                                                                           | Hugo Hansén        | Malmö stadsteater Malmö Opera               |
| 2015 | Narren                    | Trettondagsafton William Shakespeare                                                              | Åsa Melldahl       | Dramaten                                    |
| 2016 | Higgins                   | My Fair Lady Frederick Loewe och Alan Jay Lerner                                                  | Anna Novovic       | Helsingborgs stadsteater Malmö Opera        |
| 2016 | Frida Kahlo               | Kahlo - The Concert                                                                               | Charlotte Engelkes | Republique                                  |
| 2017 |                           | Som i en dröm                                                                                     | Birgitta Egerbladh | Uppsala stadsteater                         |
| 2017 | Lindy                     | Roma Armee                                                                                        | Yael Ronen         | Maxim Gorki Theater, Berlin.                |
| 2018 | Spelledaren               | Pippin Stephen Schwartz och Roger O Hirson                                                        | Ronny Danielsson   | Malmö Opera                                 |
| 2018 | Lindy                     | Yes but No                                                                                        | Yael Ronen         | Maxim Gorki Theater, Berlin                 |
| 2018 | Lindy                     | Grundgesetz                                                                                       | Marta Górnicka     | Maxim Gorki Theater, Berlin                 |
| 2019 | Lindy                     | Rewitching Europe                                                                                 | Yael Ronen         | Maxim Gorki Theater, Berlin                 |
| 2020 | Hedwig                    | Hedwig and the Angry Inch John Cameron Mitchell och Stephen Trask                                 | Dritëro Kasapi     | Malmö Opera/ Malmö stadsteater/ Riksteatern |
| 2023 | Zac Paulin                | Änglagård                                                                                         | Edward af Sillén   | Oscarsteatern                               |